# Rodhocetus
Rodhocetus ist ein ausgestorbener Vertreter der Vorfahren der Wale. Er gehört zu den frühen Formen, die charakteristische Merkmale von Landsäugetieren besitzen und damit die evolutionäre Entwicklung dieser Tiere vom Land- zum Wasserleben zeigt. Die erste gefundene Art Rodhocetus kasranii zeigte ein großes, mit der Wirbelsäule verschmolzenes Becken, Hinterbeine sowie unterschiedlich gestaltete Zähne auf.
Bei dem später gefundenen Rodhocetus balochistanensis fand man außerdem Knochen der Fußwurzel, die die Hypothese der näheren Verwandtschaft zu den Huftieren unterstützte und zugleich die zu den ausgestorbenen Fleischfressern Mesonychia in Frage stellte. Diese Art wird heute als anerkannter Beweis für die Verwandtschaft mit den Paarhufern gesehen (zu denen die heutigen Schweine und Flusspferde gehören). Die Fußwurzelknochen der Art zeigen eindeutige Merkmale dieser Tiergruppe, während die Gehörknöchelchen eindeutig denen der Wale gleichen. Die ersten Fossilien dieser Art wurden 2000 von Philip Gingerich in Belutschistan (Pakistan) gefunden. Ihr Alter wird auf 47 Millionen Jahre geschätzt. Aus der gleichen Region stammen Fossilien der Pakicetidae, welche weitere Fakten über die Evolution der Wale aufzeigen.